# Herman Georges Berger
Herman Georges Berger (1. august 1875 i Bassens – 13. januar 1924 i Nice) var en fransk fægter som deltog under OL 1908 i London.
Berger blev olympisk mester i fægtning under OL 1908. Han var med på det franske hold som vandt holdkonkurrencen i kårde. 